# Шут по прозвищу Дон Хуан Австрийский
«Шут по прозвищу Дон Хуан Австрийский», «Портрет шута дона Хуана Австрийского» (исп. El bufón llamado don Juan de Austria) — картина из знаменитого цикла портретов шутов испанского живописца Диего Веласкеса.

## Описание
На портрете в полный рост изображён королевский шут, носивший пародийное прозвище Дон Хуан Австрийский в честь одного из монарших родственников. Вокруг него на полу разбросаны доспехи и оружие — мушкет, фрагменты доспехов, пушечные ядра. Рука шута лежит на жезле, другая на шпаге — это воинствующая представительная поза. Лопес-Рей указывает, что Веласкес наверняка знал портрет Филиппа III кисти Педро Антонио Видаля в Королевском дворце, где король держит шпагу и жезл аналогичным образом, и у ног его также лежат фрагменты доспеха. В дверном проёме на заднем плане открывается вид на морскую битву.
Как и в «Одеяниях Иосифа» (1630), Веласкес использует линии плитки пола, чтобы акцентировать перспективу, которая ведёт к открытому проёму. Моделирование лица напоминает изображение Вулкана в «Кузнице Вулкана».
Модель
«Хуан Австрийский» было традиционным именем королевских бастардов Габсбургов. Самый прославленный из них был побочным сыном императора Карла V, известным полководцем и героем битвы при Лепанто. Второй дон Хуан был современником Веласкеса, внебрачным сыном его заказчика Филиппа IV — и тоже военачальником.
Шут, чьё настоящее имя неизвестно, мог получить это прозвище в рамках традиции давать шутам «королевские» имена и прозвища, распространённой на протяжении веков. Его периодическая служба при испанском дворе задокументирована в качестве «человека для развлечений» (hombre de placer) с 1624 до 1654 года, хотя он не имел фиксированного оклада и не жил в Алькасаре.
Панторба выдвигает версию, что он может быть каким-нибудь старым солдатом, ветераном. Если это так, пишет Камон Азнар, то перед нами «самый трагический портрет из всех шедевров Веласкеса» и «символ нашего упадка».
В мадридском королевском архиве есть счёт, который в деталях перечисляет отрезы ткани, приобретённые для Дона Хуана Австрийского в 1632 году. Морено Вилья, который опубликовал этот документ, сделал вывод, что костюм, детали которого перечислены в счёте — тот же, который надет на модели во время позирования на портрете. Тип ткани и цвета совпадают, так что это позволяет датировать портрет. Это предположение сейчас оспаривается, основываясь на стилистической манере другого периода.
Возможно, напарником псевдопобедителя при Лепанто по выступлениям был псевдотурок шут по прозвищу Барбаросса, модель другого портрета Веласкеса, который предположительно является парным этому.

## История
Инвентории Буэн-Ретиро в 1701 и 1716 годах гласят: «Другой портрет другого шута, по имени Дон Хуан Австрийский, с различными элементами оружия у его ног, кисти Веласкеса», и обозначают размер примерно в 209 × 112 см. Портрет был перевезён в Новый королевский дворец в Мадриде, а низкое социальное положение модели забылось. Ему стали приписывать намного высший ранг, и поэтому в 1772 году в инвентории (вместе с портретом «Пабло де Вальядолида») он числится как «портрет артиллериста» кисти Веласкеса. В 1794 году он уже «испанский генерал». 16 августа 1816 года, когда Фердинанд VII отослал эту картину, вместе с другими картинами из мадридского Королевского дворца в Королевскую академию изящных искусств, модель повысили уже до аристократов — «Маркиз Пескара», и под этим названием картина висела в академии (каталоги 1817, 1819, 1821, 1824). «Эта ошибка оказывается не такой неожиданной, если сравнивать картину с портретом Фердинанда VII, написанным Гойей в 1784-3 (Прадо)», пишет Лопес-Рей.
Реставрирована в Прадо в 1981 году.
Провенанс
- Мадрид, королевский дворец Буэн Ретиро (инв. 1701 и 1716)
- Мадрид, Новый королевский дворец (инв. 1772 и 1794)
- Мадрид, Королевская академия Изящных искусств Сан Фернандо (1816—1827)
- Мадрид, музей Прадо (с 1827), инв. № 1200